# دليل إرشادي طبي

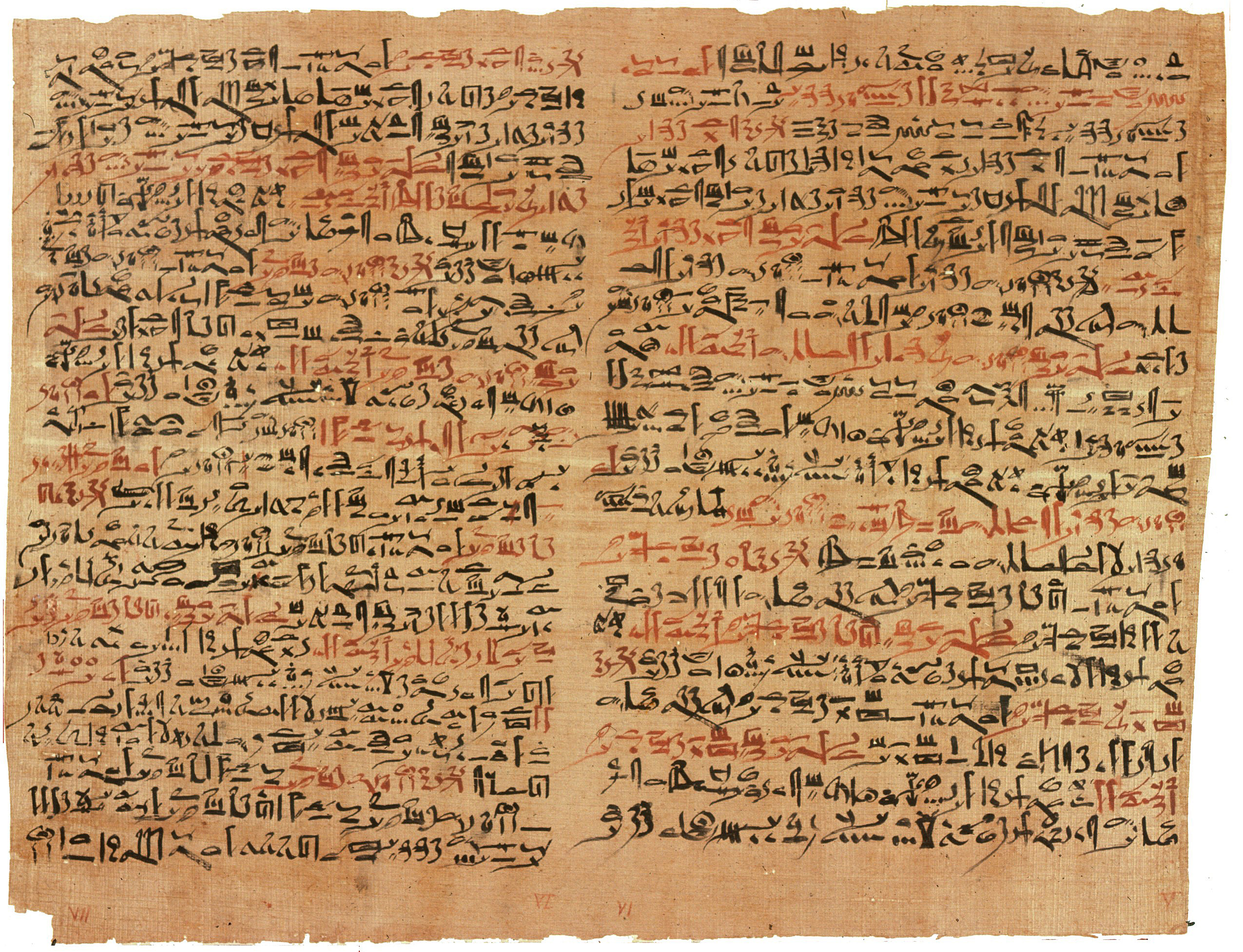

الدليل الإرشادي الطبي (يدعى أيضاً الدليل الإرشادي السريري، أو البروتوكول السريري، أو الدليل الإرشادي للممارسة السريرية) هو وثيقة تهدف إلى توجيه القرارات المتعلقة بالتشخيص والتدبير والمعالجة في مواضع محددة في الرعاية الصحية.
وتعتمد الدلائل الإرشادية الطبية على مراجعة الدليل الحالي المتوفر، وتتضمن عادة عبارات ملخصة تم الإجماع عليها حول الممارسة الأفضل في الرعاية الصحية. وعلى مقدم الرعاية الصحية أن يطلع على الدلائل الإرشادية المتعلقة باختصاصه.